# 5D-Schach mit Zeitreise durch das Multiversum
5D Chess with Multiverse Time Travel ist ein Schachvarianten-Videospiel aus dem Jahr 2020, das von dem amerikanischen Studio Thunkspace für Microsoft Windows, macOS und Linux veröffentlicht wurde. Die titelgebende Mechanik, die Multiversum-Zeitreise, ermöglicht es den Figuren, durch die Zeit und zwischen Zeitlinien zu reisen, ähnlich wie sie sich durch Reihen und Linien bewegen.

## Gameplay
Das generelle Gameplay von 5D Chess with Multiverse Time Travel startet ähnlich wie ein normales Schachspiel. Während des Spielverlaufs, wird das Spiel fortlaufend komplexer infolge der verschiedenen Zeitlinien, durch die die Spieler ihre Figuren bewegen können. Das Spiel kann online gegen andere Spieler gespielt werden, offline gegen eine KI oder verschiedene Puzzle lösen.

### Regeln
Ein Standardspiel von 5D Schach beginnt mit einer gewöhnlichen Schachaufstellung, beginnend mit dem Zug von Weiß. Das Spiel hat die ursprünglichen zwei Achsen des Standardschachs und zwei zusätzliche Bewegungsachsen:
- Die x-Achse des Standardschachs, die mit den Buchstaben a bis h für die acht Linien notiert wird.
- Die y-Achse des Standardschachs, die mit den Zahlen 1 bis 8 für die acht Reihen notiert wird.
- Die Zugachse, die horizontal angezeigt wird. Sie stellt den Fortschritt der Zeit dar, der von links nach rechts verläuft.
- Die Zeitachse, die vertikal angezeigt wird. Sie stellt die Bewegung zwischen Zeitlinien dar.

Alle vier werden als Dimensionen betrachtet, und Figuren können sich durch Kombinationen von Dimensionen bewegen. In dieser Darstellung sind die vertikalen Richtungen der Zeitachse für jeden Spieler entgegengesetzt, aber die horizontalen Richtungen der Zugachse sind gleich. Jeder Zeitpunkt in jeder Zeitlinie wird als einzelnes Brett angezeigt. Eine Entfernung von einem Feld horizontal oder vertikal entspricht einem Zug oder einer Zeitlinie. Jeder Spieler führt seinen Zug aus, indem er einen oder mehrere Züge auf mehreren Schachbrettern macht und dann die Schaltfläche „Züge bestätigen“ drückt. Alle Figuren behalten ihre Bewegungsfähigkeiten aus dem Standardschach bei. Darüber hinaus werden ihre Bewegungsfähigkeiten auf die Zug- und Zeitachsen verallgemeinert. Die Züge der Figuren sind wie folgt:
- Der Turm kann sich beliebig weit entlang genau einer Achse bewegen.
- Der Läufer kann sich beliebig weit entlang genau zweier Achsen gleichmäßig bewegen.
- Die Dame kann sich beliebig weit entlang einer beliebigen Anzahl von Achsen gleichmäßig bewegen.

Beim Ziehen müssen sich der Turm, der Läufer und die Dame durch eine ununterbrochene Reihe von ungehinderten Feldern bewegen.
- Der König kann sich um ein Feld entlang einer beliebigen Anzahl von Achsen bewegen. Die Rochade wird nicht über Züge und Zeitlinien verallgemeinert.
- Der Springer kann sich in einem Muster von zwei Feldern entlang einer Achse und dann einem Feld entlang einer anderen Achse bewegen. Es ist nicht erforderlich, dass er sich entlang ungehinderter Felder bewegt; er kann über Hindernisse springen, einschließlich fehlender Bretter.
- Der Bauer kann sich ein Feld vorwärts entlang einer Achse auf ein freies Feld bewegen. Vorwärts wird als Bewegung in aufwärts gerichteter Richtung entlang der y-Achse oder der Zeitachsenachse betrachtet. Beim ersten Zug des Bauern kann er zwei Felder vorwärts durch zwei freie Felder entlang einer Achse ziehen. Der Bauer kann eine gegnerische Figur durch Vorwärtsbewegung entlang einer der folgenden Achsenpaare schlagen: der x- und y-Achse oder der Zug- und Zeitachsen. Erreicht ein Bauer seine letzte Reihe, wird er zur Dame befördert; er kann zu keiner anderen Figur befördert werden. Das Schlagen en passant wird nicht über Züge und Zeitlinien verallgemeinert.

Ein Spieler darf nur auf einem Brett einen Zug machen, auf dem er am Zug ist. Ein Zug wird auf einem Brett ausgeführt, wenn die Figur, die den Zug macht, ihren Zug auf diesem Brett beginnt und/oder beendet. Wenn ein Spieler einen Zug auf einem Brett macht, wird die resultierende Position als neues Brett erstellt, einen halben Zug nach rechts; das ursprüngliche Brett bleibt unverändert. Das neue Brett zeigt den Zug des Gegners an. Ein Brett wird in der Farbe des Spielers umrandet, der auf diesem Brett am Zug ist.
Eine Zeitlinie besteht aus einer Reihe von Brettern in derselben horizontalen Reihe. Wenn ein Brett das neueste Brett in seiner Zeitlinie ist, wird es als spielbar betrachtet und durch eine dicke Umrandung angezeigt; andernfalls gilt es als nicht spielbar, was durch eine dünne Umrandung angezeigt wird. Ein Spieler darf nur mit einer Figur einen Zug machen, die sich auf einem spielbaren Brett befindet. Wenn der Zug einer Figur auf einem spielbaren Brett erfolgt, wird das resultierende neue Brett in derselben Zeitlinie erstellt.
Eine Figur kann durch die Zeit reisen, indem sie ihre Bewegungsfähigkeiten nutzt. Wenn ein Spieler einen Zug macht, bei dem eine Figur auf ein nicht spielbares Brett reist, wird eine neue Zeitlinie in Richtung des Spielers erstellt, aus der Perspektive des Spielers nach unten, in der nächstgelegenen freien Reihe zur ursprünglichen Zeitlinie; das resultierende neue Brett wird auf der neuen Zeitlinie platziert. Eine Figur kann zwischen Zeitlinien wechseln. Wenn eine Figur zwischen Brettern reist, werden nur Bretter in der Farbe des Spielers berücksichtigt; Bretter in der Farbe des Gegners werden ignoriert.
Eine von einem Spieler erstellte Zeitlinie wird als die Zeitlinie dieses Spielers betrachtet. Wenn ein Spieler eine Zeitlinie erstellt, während die Anzahl seiner Zeitlinien mindestens eins größer ist als die Anzahl der Zeitlinien des Gegners, wird diese neue Zeitlinie als inaktiv betrachtet; ist eine Zeitlinie nicht inaktiv, gilt sie als aktiv. Wenn ein Spieler eine Zeitlinie erstellt, während der Gegner mindestens eine inaktive Zeitlinie hat, wird die älteste inaktive Zeitlinie des Gegners aktiv. Ein aktives Brett ist ein spielbares Brett auf einer aktiven Zeitlinie.
Die Gegenwartslinie ist eine große vertikale Linie, die sich immer mit dem aktiven Brett ausrichtet, das am weitesten links entlang der Zugachse liegt. Die Gegenwartslinie berührt auch jedes Brett in derselben Spalte wie dieses Brett. Jedes Brett, das von der Gegenwartslinie berührt wird, gilt als in der Gegenwart. Während des Zuges eines Spielers muss dieser Züge machen, bis die Gegenwartslinie auf den Zug des Gegners wechselt. Der Spieler kann auch optional Züge auf jedem spielbaren Brett machen, auf dem er am Zug ist. Der Spieler kann alle während seines Zuges getätigten Züge bis zum Ende dieses Zuges rückgängig machen. Die Züge des Spielers werden endgültig, und der Zug ist abgeschlossen, wenn der Spieler seine Züge einreicht.
Ein Spieler ist im Schach, wenn es der Zug des Spielers ist und, falls der Spieler seinen Zug auf allen aktiven Brettern in der Gegenwart aussetzen würde, der Gegner in der Lage wäre, einen der Könige des Spielers zu schlagen. Ein Spieler kann seinen Zug nicht so ausführen, dass einer seiner Könige geschlagen werden kann. Wenn der Spieler, dessen Zug es ist, keine legale Möglichkeit hat, seinen Zug abzuschließen, endet das Spiel auf eine von zwei Arten:
- Wenn der Spieler im Schach ist, dann ist er schachmatt und verliert.
- Andernfalls endet das Spiel in einem Patt, was zu einem Unentschieden führt.

### Varianten
5D Schach hat viele Variantenmodi. Diese können Faktoren wie die Ausgangsposition, die Brettgröße (4×4, 5×5, 6×6, 7×7 und 8×8 sind möglich), die Anzahl der startenden Zeitlinien und so weiter ändern. Das Spiel verfügt auch über mehrere Fabelfiguren, die sich wie folgt bewegen:
- Die Prinzessin kann sich beliebig weit entlang von bis zu zwei Achsen gleichmäßig bewegen.
- Das Einhorn kann sich beliebig weit entlang genau dreier Achsen gleichmäßig bewegen.
- Der Drache kann sich beliebig weit entlang genau vier Achsen gleichmäßig bewegen.

Beim Ziehen müssen sich die Prinzessin, das Einhorn und der Drache durch eine ununterbrochene Reihe von ungehinderten Feldern bewegen.
- Der Brawn hat die Bewegungs- und Beförderungsfähigkeiten des Bauerns. Darüber hinaus kann der Brawn ein Feld entlang genau zweier Achsen schlagen, wenn er sich vorwärts entlang mindestens einer Achse bewegt und sich nicht rückwärts entlang einer Achse bewegt.
- Die königliche Dame kann sich wie eine Dame bewegen und ist schach und schachmatt unterworfen.
- Der gewöhnliche König kann sich um ein Feld entlang einer beliebigen Anzahl von Achsen bewegen, ähnlich einem König ohne königliche Befugnisse.

Zug Null ist eine Variante, die mit einer Konfiguration beginnt, in der es ein zusätzliches Brett für Schwarz einen halben Zug früher in der Hauptzeitlinie gibt. Die Variante wird oft im Turnierspiel aus Gleichgewichtsgründen verwendet.

## Veröffentlichung
Das Spiel wurde am 22. Juli 2020 auf Steam veröffentlicht. Es wurde von Conor Petersen und Thunkspace entwickelt. Petersen sagte, dass er Schachvarianten wie dreidimensionales Schach genossen habe und die Idee hatte, Zeit als zusätzliche Dimension für die Bewegungen der Figuren zu nutzen. Er erklärte: „Von dort aus versuchte ich, jedes Problem oder Paradoxon zu lösen, das ich fand.“

## Rezeption
Kotaku-Reviewer Nathan Grayson bezeichnete das Spiel als „bemerkenswert elegant für das, was es ist“. Arne Kaehler von ChessBase schrieb, dass das Spiel gut läuft und eine unterhaltsame Schachvariante ist, die Gegner-KI jedoch nicht sehr kompetent sei. Ein Reviewer von Digitally Downloaded bemerkte, dass das Spiel aufgrund der zunehmenden Komplexität mit fortschreitenden Zügen ein „grenzenloses Reservoir an Möglichkeiten“ bietet. Christopher Livingston von PC Gamer nannte das Spiel „kopfzerbrechend“. Jacob Aron von New Scientist schrieb, dass das Spiel „nicht für die Zartbesaiteten“ sei und „verblüffend schwer“ ist.

## Referenzen
1. ↑  Chess that even grandmasters find hard to comprehend. Abgerufen am 20. September 2024.
2. 1 2 3   What on Earth is 5D chess? In: Chess News, 31. Juli 2020. Abgerufen am 6. August 2020 (englisch).
3. ↑  Emma Kent: With 5D Chess, you can checkmate in multiple dimensions. In: Eurogamer. 27. Juli 2020, abgerufen am 16. August 2020 (englisch).
4. 1 2   5D Chess Has Completely Broken Me In: Kotaku, 27. Juli 2020. Abgerufen am 29. Juli 2020 (amerikanisches Englisch).
5. ↑  Alice O'Connor:  5D Chess With Multiverse Time Travel sure is 5D chess with multiverse time travel, yep In: Rock, Paper, Shotgun, 22. Juli 2020. Abgerufen am 6. August 2020 (englisch).
6. ↑  This Month In Chess: 5D Chess On The Rise. Chess.com, 21. August 2020, abgerufen am 22. August 2020 (englisch).
7. ↑  Matt S:  5D Chess With Multiverse Time Travel – A beautiful look at the limits of the human mind In: Digitally Downloaded, 29. Juli 2020. Abgerufen am 6. August 2020 (englisch).
8. ↑  Christopher Livingston: If regular chess isn't hard enough for you, try 5D Chess With Multiverse Time Travel. In: PC Gamer. 27. Juli 2020, abgerufen am 22. August 2020 (englisch).
9. ↑  Jacob Aron:  Playing chess where pieces time travel is confusing – in a good way In: New Scientist, 9. September 2020. Abgerufen am 17. September 2020 (englisch).